# حبق فيشري
حبق فيشري (الاسم العلمي:Ocimum fischeri) هو نوع من النباتات يتبع جنس الحبق من الفصيلة الشفوية.